# Micàlids
Els micàlids (Mycalidae) són una família demesponges marines de l'ordre Poecilosclerida. El gènere Mycale és el que té una distribució més extensa al llarg del món, amb excepció de bona part de l'oceà Pacífic i Índic.

## Gèneres
- Mycale
- Phlyctaenopora